# Geranium macrorrhizum
Geranium macrorrhizum là một loài thực vật có hoa trong họ Mỏ hạc. Loài này được L. mô tả khoa học đầu tiên năm 1753.

## Hình ảnh

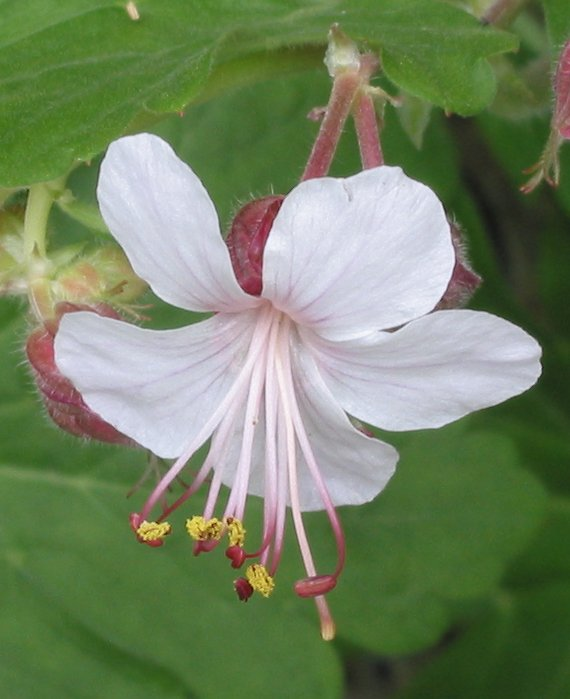
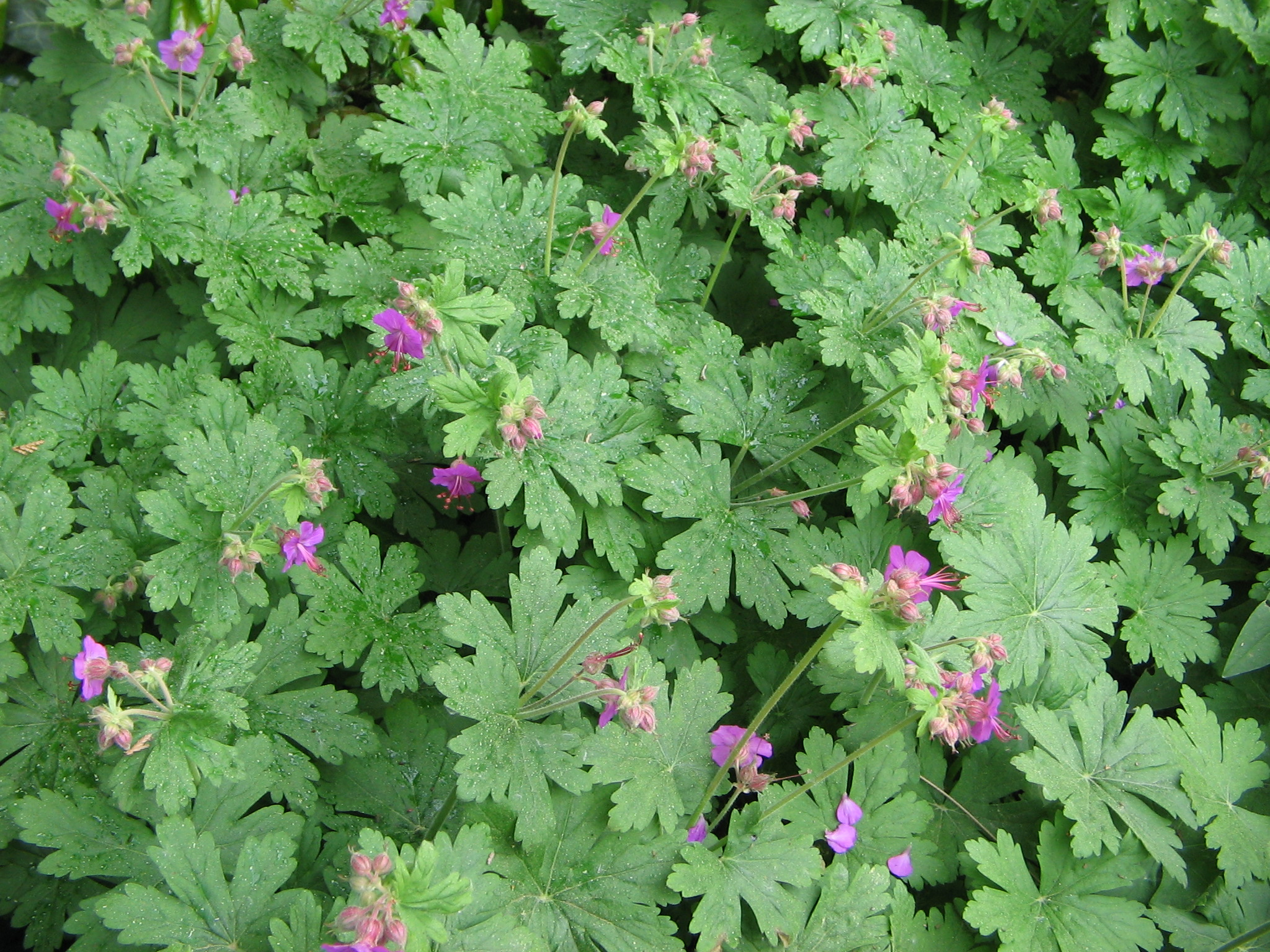
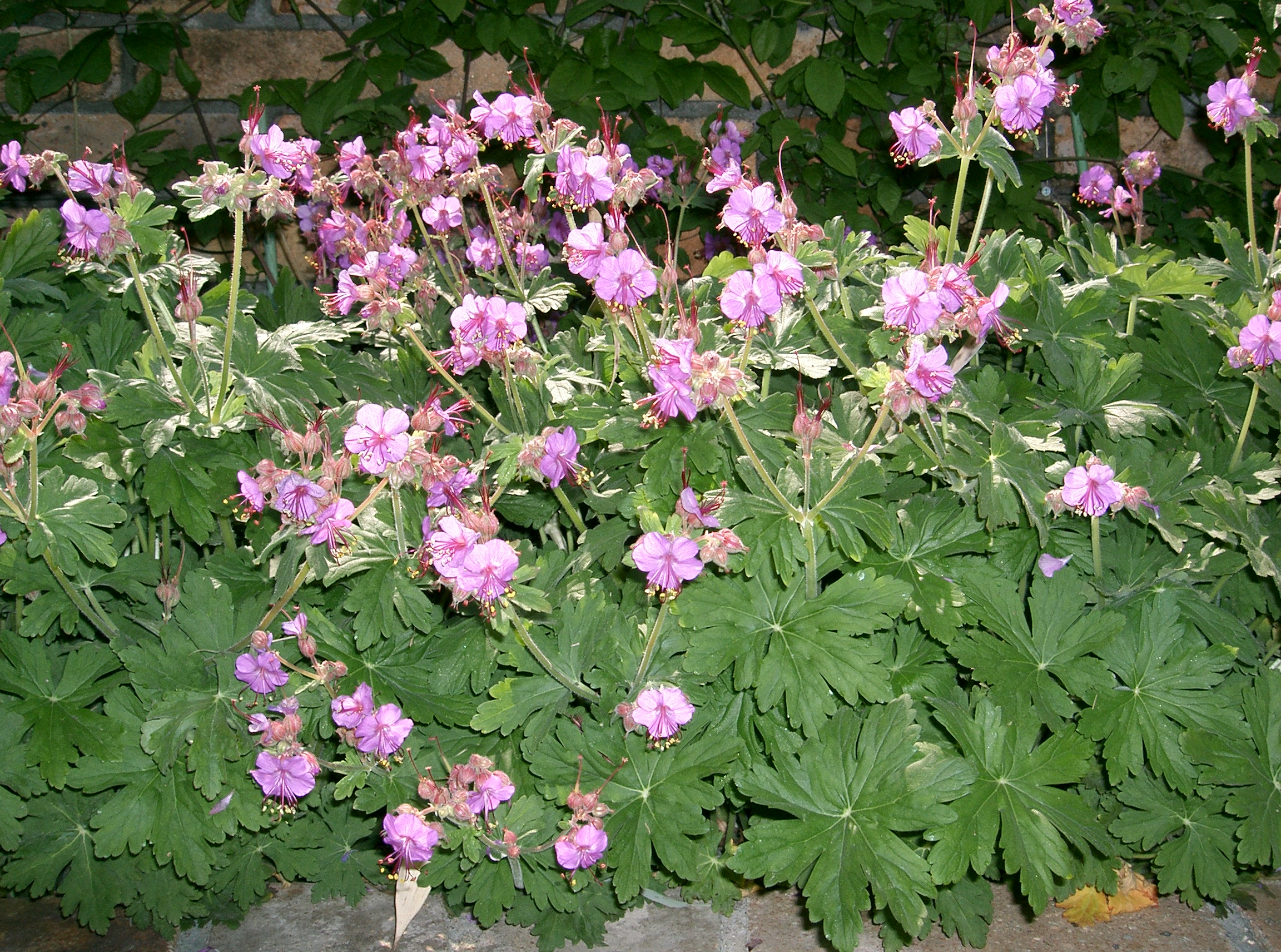
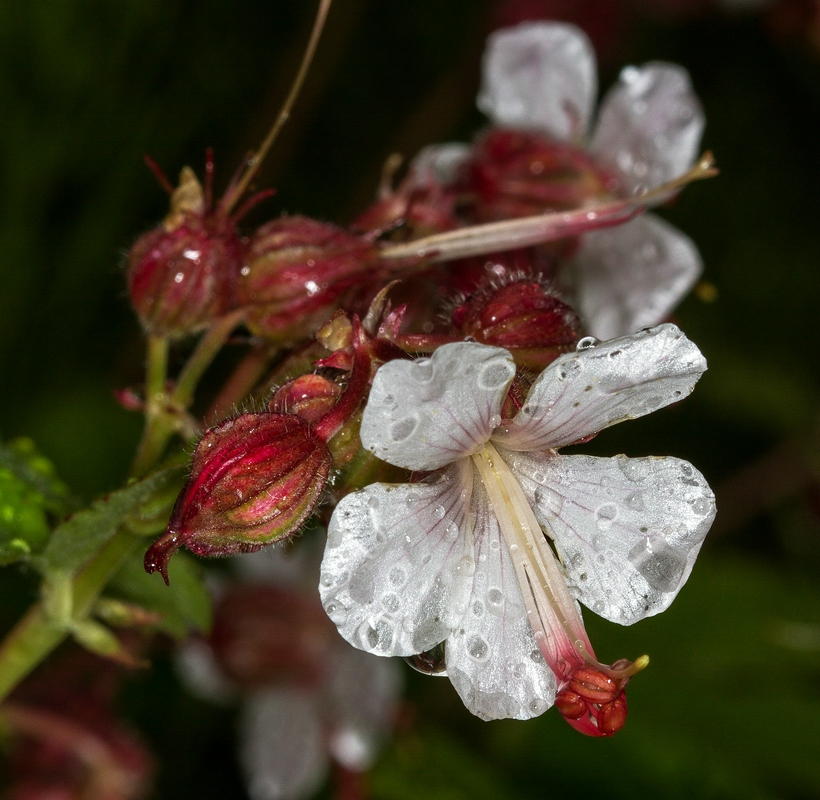